# Trichophorum subcapitatum
Trichophorum subcapitatum là loài thực vật có hoa trong họ Cói. Loài này được (Thwaites & Hook.) D.A.Simpson miêu tả khoa học đầu tiên năm 1998.